# Juan Iglesias
Juan Iglesias (Valladolid, 1998. július 3. –) spanyol labdarúgó, a Getafe hátvédje.

## Pályafutása
Iglesias a spanyolországi Valladolid városában született. Az ifjúsági pályafutását a helyi Valladolid akadémiájánál kezdte.
2015-ben mutatkozott be a Valladolid tartalékcsapatában. 2018-ban a Logroñéshez igazolt. 2021. július 1-jén ötéves szerződést kötött az első osztályban szereplő Getafe együttesével. Először a 2020. december 30-ai, Atlético Madrid ellen 1–0-ra elvesztett mérkőzésen lépett pályára. Első gólját 2022. szeptember 18-án, az Osasuna ellen idegenben 2–0-ra megnyert találkozón szerezte meg.

## Statisztikák
2022. szeptember 18. szerint
| Klub     | Szezon   | Osztály  | Bajnokság | Bajnokság | Kupa és Ligakupa | Kupa és Ligakupa | Nemzetközi | Nemzetközi | Összesen | Összesen |
| Klub     | Szezon   | Osztály  | Meccs     | Gól       | Meccs            | Gól              | Meccs      | Gól        | Meccs    | Gól      |
| -------- | -------- | -------- | --------- | --------- | ---------------- | ---------------- | ---------- | ---------- | -------- | -------- |
| Getafe   | 2020–21  | La Liga  | 10        | 0         | 2                | 0                | —          | —          | 12       | 0        |
| Getafe   | 2021–22  | La Liga  | 20        | 0         | 2                | 0                | —          | —          | 22       | 0        |
| Getafe   | 2022–23  | La Liga  | 6         | 1         | 0                | 0                | —          | —          | 6        | 1        |
| Összesen | Összesen | Összesen | 36        | 1         | 4                | 0                | 0          | 0          | 40       | 1        |

## Fordítás
Ez a szócikk részben vagy egészben  a   Juan Iglesias című angol Wikipédia-szócikk fordításán alapul.  Az eredeti cikk szerkesztőit annak laptörténete sorolja fel. Ez a jelzés csupán a megfogalmazás eredetét és a szerzői jogokat jelzi, nem szolgál a cikkben szereplő információk forrásmegjelöléseként.